# Kazakhstan Airlines
Kazakhstan Airlines — колишній національний флагманський авіаперевізник Казахстану. Хабом авіакомпанії був міжнародний аеропорт Алмати (Алмати, Казахстан). Авіакомпанія існувала з початку незалежності країни (1991 рік) до банкрутства в 1996 році із-за зіткнення над Чархі Дадрі (Індія) (найбільше в історії цивільної авіації зіткнення в повітрі і 4-та найбільша авіакатастрофа за всю історію цивільної авіації). Після масштабної авіакатастрофи і втрати з флоту 1-го Іл-76 авіакомпанія збанкрутувала, а її обов'язки на себе взяла нова авіакомпанія Air Kazakstan, що існувала до 2004 року.

## Флот

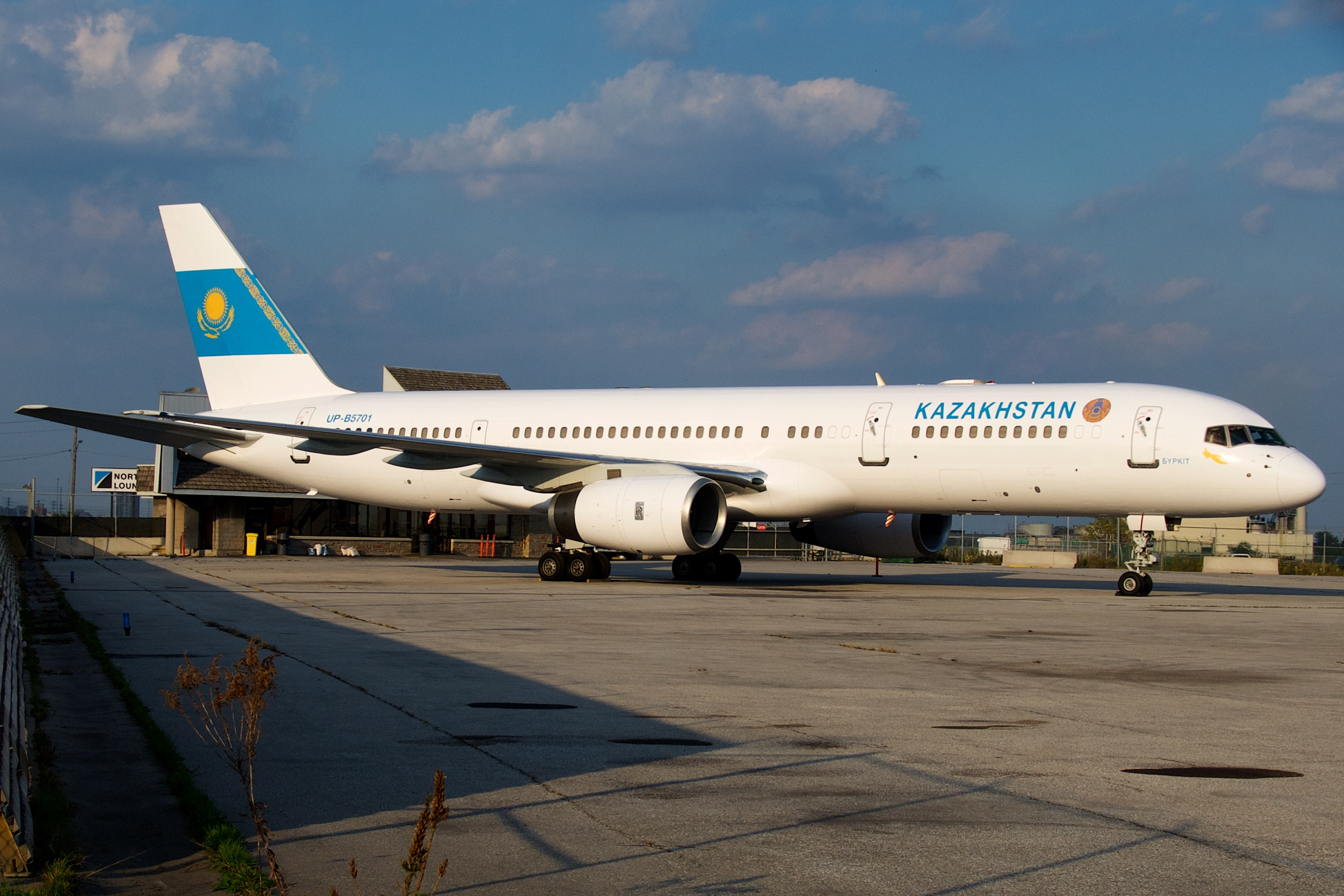
Boeing 757-200 Kazakhstan Airlines.

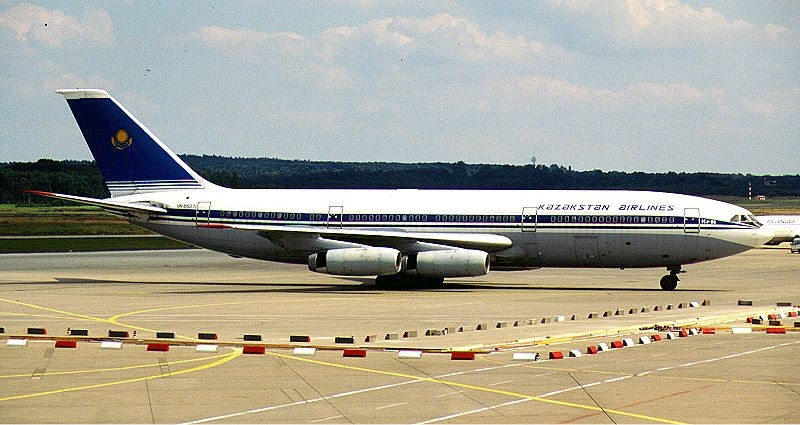
Іл-86 Kazakhstan Airlines.

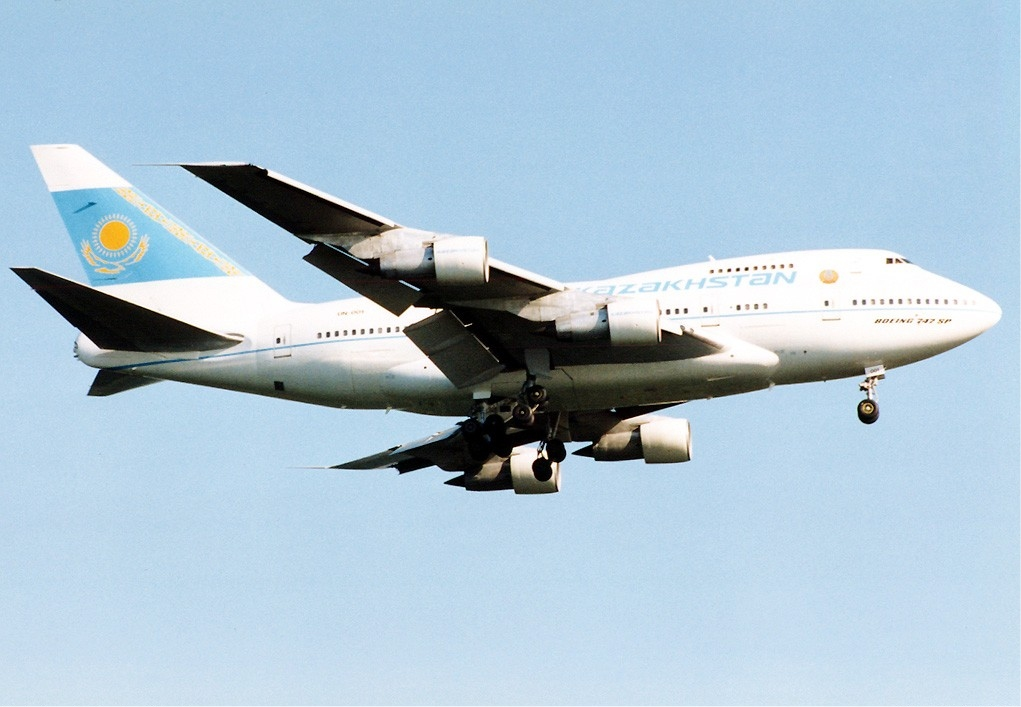
Boeing 747SP Kazakhstan Airlines в міжнародному аеропорті Франкфурт-на-Майні, Франкфурт-на-Майні, Німеччина (1994 рік).

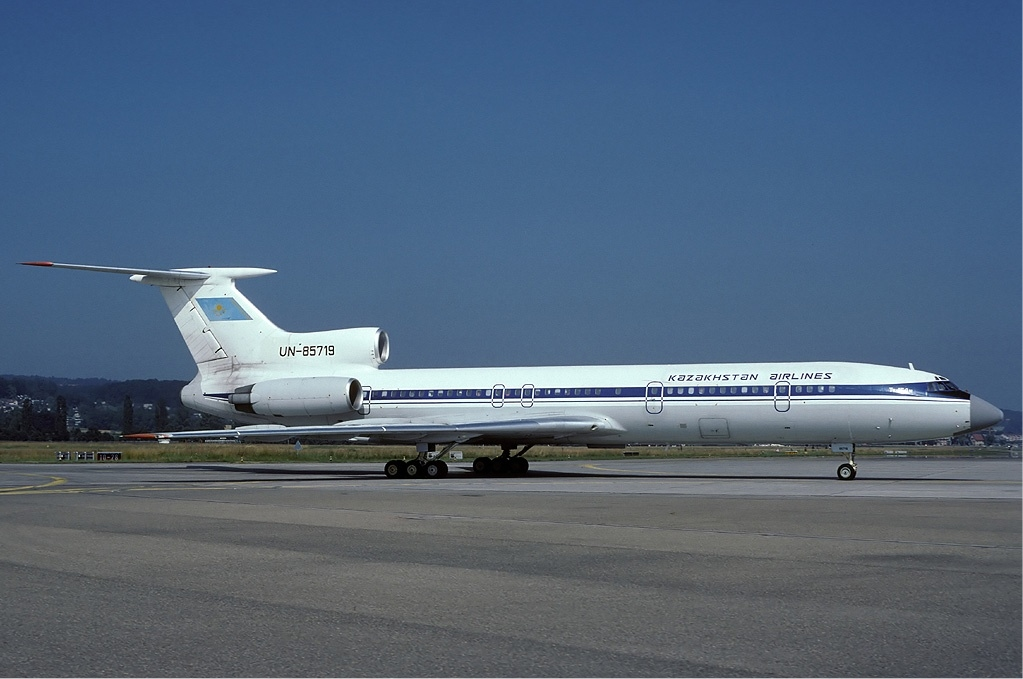
Ту-154 Kazakhstan Airlines в міжнародному аеропорті Клотен в Цюриху, Швейцарія (1994 рік).

У флоті Kazakhstan Airlines були такі літаки, як:
- Ан-24
- Ан-26
- Ан-30
- Boeing 747SP
- Boeing 757-200
- Іл-18
- Іл-76
- Іл-86
- Ту-134
- Ту-154
- Як-40
- Як-42